# ریسرو (لوئیزیانا)
ریسرو (به انگلیسی: Reserve) شهری در ایالت لوئیزیانا کشور ایالات متحده آمریکا است که جمعیت آن در سرشماری سال ۲۰۱۰ میلادی، ۹٬۷۶۶ نفر بوده‌است.